# Gillingham
Gillingham este un oraș în partea de sud est a Regatului Unit, în comitatul Kent. Orașul se află în districtul unitar Medway.

## Sport
În oraș activează echipa de fotbal Gillingham F.C.. Stadionul Priestfield, pe care își desfășoară meciurile de acasă echipa de are o capacitate de 11.582 locuri.